# مذكرات الشاذلي بن جديد
مذكرات الشاذلي بن جديد. هو كتاب من تأليف الشاذلي بن جديد، تحرير؛ عبد العزيز بوباكير، طبع الجزء الأول منه ملامح حياة 1929 - 1979 عدد صفحاته 279 صفحة.
هذه المذكرات اقرب إلى الترجمة من السيرة لأن صاحبها تفادى سرد كل الجوانب الحياتية ويعلل ذلك لسببين الأول ضياع بعض الوثائق أو أتلافها لأسباب مختلفة، والسبب الثاني تمثل في تذبذب الذاكرة. كما اسقط عامدا بعض الأمور التي يمكن أن تؤول كإساءة إلى بعض الأشخاص كتصفية حسابات شخصية. فكانت هذه المذكرات ترجمة عن صاحبها والتي سماها ملامح حياة.

## نظرة عامة
تحتوي المذكرات في نظرة عامة على ما يلي: 
1. المعلومات دقيقة : وكان صاحبها قد عاش أحداثها وكتب عن الأحداث التي كان فاعلا فيها أو شاهدا عليها وقد استعان بكثير من الأصدقاء في ذلك واستغرق العمل منه مدة أربع سنوات في الكتابة.
2. التحليل والتعليق للأحداث : عند سرد الأحداث أعطي أحكاما ونقدا وربطا مع الأحداث الوطنية والدولية وقد ساعد في ذلك جهد المحرر للكتاب.
3. المسامحة : كان صاحب المذكرات متسامحا سماح الكرام وعفوا عند المقدرة

وهذا ما نلاحظه في المذكرات: ـ إطلاق سراح الرئيس احمد بن بلة ـ والسماح بدخول قائد أركان جيش الوطني الشعبي السابق الطاهر الزبيري إلى ارض الوطن في عهدته الرئاسية ـ وتسامحه مع قائد الولاية الثانية صالح بوبنيدر وإبراهيم شيبوط بعد الاستقلال ـ ومعاملته الحسنة مع عضو أركان الولاية الثانية العربي بن رجم أثناء صائفة 1962 . تنبئ هذه المعاملة عن أخلاق سامية وفاضلة. 
- تصحيح بعض الأخطاء التاريخية : وتعود هذه من بين الأسباب لصدور هذه المذكرات وهي تصحيح لبعض المغلوطات التاريخية:
- الدفاع عن شرف العائلة وخاصة الوالد إذ أن العائلة كانت مناهضة للاستدمار الفرنسي.
- ان صاحب المذكرات لم يخدم في الجيش الفرنسي سواء كانت خدمة عسكرية إجبارية أو تطوع في الجيش الفرنسي

الدفاع عن تهمة الرئيس هواري بومدين انه قام بوضع الضباط الفارين من الجيش الفرنسي في مناصب عليا في جيش التحرير الوطني والصحيح انه قد وجدهم في هذه المناصب بهيئة أركان الشرق قبل إنشاء هيئة الأركان العامة واستعان بهم في تحديث الجيش الوطني الشعبي بصفتهم مجاهدين جزائريين أحسن من الاستعانة بخبراء عسكريين أجانب ولم يكن هذا على حساب إخوانهم الضباط المجاهدين. 
- حددت المذكرات موقع الرئيس هواري بومدين من الأحداث المأساوية للعقيد محمد شعباني سنة 1964.
- تصحيح أسماء أعضاء هيئة المحكمة التي حاكمت العقيد شعباني محمد.
- إن قائد الناحية العسكرية الأولى السعيد عبيد مات منتحرا، وظلت الحادثة محل شك للرواية الرسمية.
- أن الطيارين لطائرات ميغ 17 وميغ 21 الذين قصفوا ارتال الدبابات القادمة من الأصنام نحو العاصمة في العفرون سنة 1967 كانوا جزائريين وليسوا سوفيات.
- تصحيح أن القائد الشاذلي بن جديد هو من أمن عبور الرائد أحمد بن الشريف في الدخول إلى ارض الوطن عكس ما قيل.

1. الدفاع عن الشرعية الثورية لحركة التصحيح 19 جوان 1965 : لقد ظل وفيا لها حتى النهاية ولم يوافق على الانقلاب الذي قاده قائد أركان الجيش الوطني الشعبي الطاهر زبيري سنة 1967 . وقال بأنه لا يريد لدولة الجزائر أن تكون مثل بعض الدول الإفريقية كل رئيس دولة يبدأ عهدته بانقلاب وتنتهي عهدته بانقلاب أخر.
2. نكران الذات: جاءت المذكرات بعيدة عن النرجسية والانا الغير محمود وكان صاحبها يرى أن أحداث الجزائر أكبر من الأشخاص.
3. هذه المذكرات أضافت لتاريخ الثورة التحريرية المباركة إذ زودتنا بـمعلومات عن:
4. القاعدة الشرقية
5. هيئة أركان الشرق
6. أحداث المنطقة الشرقية
7. هيئة الأركان العامة
8. منطقة العمليات الشرقية وبالخصوص الشمالية منها
9. حركة التصحيح الثوري 19 جوان 1965
10. أحداث محاولة انقلاب الطاهر زبيري سنة 1967
11. تمرد العقيد محمد شعباني
12. استعادة المرسى الكبير بوهران
13. العلاقة مع المغرب قبل 1979

1. المذكرات أعطت تعريف لشخصيات عسكرية تعامل معها تفيد الباحثين في إثراء لترجماتهم الشخصية:

1. شويشي العيساني (قائد لأول فيلق يؤسس في الثورة الجزائرية)
2. عمار بوقلاز (أول قائد للقاعدة ـ 3 ـ سالم جوليانو (قائد المنطقة الرابعة من القاعدة الشرقية الشرقية)
3. عبد الرحمان بن سالم (قائد منطقة العمليات الشمالية)
4. احمد ترخوش (قائد الفيلق الحادي عشر)
5. محمدي السعيد سي ناصر (قائد هيئة أركان الشرق، وقائد الولاية الثالثة)
6. حداد عبد النور (عضو هيئة أركان، عسكري بالفيلق الثالث عشر)
7. فرانس فانون (سياسي في الوفد الخارجي، أول سفير لغانا)
8. علي منجلي (عضو هيئة الأركان العامة، عضو مجلس الثورة)
9. هواري بومدين (قائد ولاية، قائد هيئة أركان الغرب، قائد هيئة الأركان العامة، وزير الدفاع، رئيس مجلس الثورة، رئيس الجمهورية)

1. تعقيب :

- تناولت المذكرات قضية العموري وسمتها مؤامرة العقداء فنحن كطلبة وأساتذة وباحثين في التاريخ عندنا الوطن اغلي من الأشخاص وان كان قد أزالت بعض اللبس والاتهامات للمجتمعين في الكاف فنرفض تسميتها بمؤامرة العقداء والقصد الباءات الثلاثة، كما نرفض بتسميتها بمؤامرة العموري المسماة في عدة كتب منها على سبيل المثال كتاب محمد حربي جبهة التجرير الأسطورة والواقع. وأحسن تسمية لها بحادثة الكاف كما جاء في كتاب عبد الحميد عوادي القاعدة الشرقية
- ان الرائد عبد الرحمان ميرة قائد الولاية الثالثة دخل إلى الجزائر واستشهد وهو في طريقه إلى الولاية الثالثة. والصواب سافر من 25 افريل 1959 انه وصل إلى تراب الولاية عبر الطريق الصحراوي ورحب به مجاهدو الولاية الثالثة وشرع في تنظيم ولايته وعقد الاجتماعات وسن القرارات رغم الجيوش الاستدمارية المزروعة بالولاية الثالثة في عملية جيمال ضمن مخطط شال في الأخير استشهد في غار شلاطة في 7 نوفمبر 1959

1. الأشياء الجميلة في المذكرات:

- في زيارته للصين في أكتوبر 1963 قال له الزعيم الصيني ماو تسي تونغ: «إنكم شعب عظيم، وبلدكم جميل»
- في عام 1970 عندما عاد زمن الصفاء والأخوة وحسن الجوار مع المغرب الشقيق شاركت الجزائر في الأعياد المغربية الثلاث (الشباب، والعرش، والجيش الملكي) وكان ممثلا للجزائر وشارك الجيش الجزائري بتشكيلة عسكرية وكان حامل العلم ضابط صف وعند مرور الملك لم ينكس العلم كباقي التشكيلات العسكرية المغربية. وحين سئل عن ذلك أجاب: العلم الذي ضحى من اجله مليون ونصف المليون شهيد لا ينكس أمام إنسان حتى ولو كان ملكا.
- في عام 1980 خلال زيارته لصنعاء اليمن كتبت في إحدى لافتات الاستقبال «مرحبا بكم في ارض أجدادكم» وقد سر بهذا، وكان ضمن الوفد احمد علي غزالي وزير الأشغال العمومية قد زار سوقا شعبيا وفي المساء جاء للرئيس مندهشا وقال: «سيادة الرئيس إنهم يشبهوننا في العادات ولهجاتهم تشبه لهجاتنا الامازيغية إلى حد بعيد.» [1]

## روابط خارجية
- * الرئيس الشاذلي بن جديد يحكي عن الثورة والمجاهدين كما عاش معهم على يوتيوب.